# Cantonul Reims-10
Cantonul Reims-10 este un canton din arondismentul Reims, departamentul Marne, regiunea Champagne-Ardennen, Franța.

## Comune
- Reims (parțial)